# Ster van Teegarden
Teegarden's Star (SO025300.5+165258) is een ster in het sterrenbeeld Ram. De ster werd ontdekt in februari 2003 door Bonnard J. Teegarden en Steven H. Pravdo in NEAT metingen. 
Eerst werd geschat dat deze bruine dwerg slechts 7,5 lichtjaar verwijderd was, maar de afstand wordt tegenwoordig geschat op 12,5 lichtjaar.
De ster heeft de speciale belangstelling van astronomen omdat hij twee planeten heeft die een behoorlijke overeenkomst vertonen met de Aarde. Ze zijn rotsachtig en hebben een gemiddelde temperatuur van circa 20 graden Celsius. Wel draaien ze in een veel kortere cyclus om hun ster: de ene heeft een "jaar" van ongeveer 5 (aardse) dagen, de andere van ongeveer 11 dagen.